# Laski Małe (województwo warmińsko-mazurskie)
Laski Małe (niem. Klein Lasken) – wieś w Polsce położona w województwie warmińsko-mazurskim, w powiecie ełckim, w gminie Kalinowo.
W latach 1975–1998 miejscowość administracyjnie należała do województwa suwalskiego.